# Жорж Манджек
Жорж Манджек (фр. Georges Mandjeck, нар. 9 грудня 1988, Дуала) — камерунський футболіст, півзахисник клубу «Мец».
Виступав, зокрема, за клуби «Штутгарт» та «Осер», а також національну збірну Камеруну.

## Клубна кар'єра
Вихованець футбольної школи клубу «Каджі». Дорослу футбольну кар'єру розпочав 2006 року в основній команді того ж клубу, в якій провів один сезон.

### Штутгарт
У січні 2007 року виступав на молодіжному Кубку африканських націй в Конго, на якому його помітили скаути німецького «Кайзерслаутерна», які спочатку запросили його до клубу на перегляд. В червні 2007 року в віці 18 років прибув у Європі, Манджек досить швидко адаптувався в команді івуарійця Артюра Бока. У складі німецького клубу дебютував 25 липня 2007 року в програному матчі 1/2 фіналу Кубку німецької ліги проти мюнхенської «Баварії». Жорж вийшов на поле на 89-й хвилині матчу замість Антоніо да Сильви. Відіграв за штутгартський клуб сезон 2007/08 років. Протягом перших шести місяців тренувався з основною командою, яка виступала в німецькій Бундеслізі.

### Оренда в Кайзерслаутерн
30 січня 2008 року «Кайзерслаутерн», з Другої Бундесліги, орендував гравця до завершення сезону. У складі свого нового клубу дебютував 1 лютого 2008 року в гостьовому матчі (1:1) проти «Боруссії» (Менхенгладбах). Жорж вийшов на поле на 67-й хвилині матчу замість Мусси Уаттари. До завершенні терміну оренди у складі менхенгладбахського клубу зіграв 10 матчів, але наприкінці сезону повернувся з оренди до «Штутгарту».

### Повернення до Штутгарту
Після свого повернення до «Штутгарту» вперше вийшов на поле 28 серпня 2008 року в виїзному матчі (4:1) проти угорського клубу «Дьйор» в другому матчі другого кваліфікаційного раунду Кубку УЄФА. Манджек вийшов на поле на 63-й хвилині проти Павела Пардо. А потім дебютував у Бундеслізі 13 вересня 2008 року проти клубу «Гоффенгайм 1899», який завершився нульовою нічиєю. Жорж вийшов на поле на 84-й хвилині матчу, замінивши Халіда Буларуза.

### Друга оренда в Кайзерслаутерн
В липні 2009 року Манджек знову відправився знову в оренду до «Кайзерслаутерна» до завершення сезону 2009/10 років. 31 липня 2009 року після свого повернення до «Кайзерслаутерна» зіграв у першому раунді Кубку Німеччини (перемога Кайзерслаутерна з рахунком 1:0) проти «Айнтрахта» (Брауншвейг), а також 8 серпня 2009 року зіграв у переможному (2:1) домашньому матчі проти «Гройтера», зігравши по 90 хвилин в обох матчах. Згодом він став регулярним гравцем основного складу.

### Ренн
29 липня 2010 року підписав 4-річний контракт з «Ренном», кольори якого він захищав у сезоні 2010/11 років. Перехід французькому клубі обійшовся в 1,2 млн євро. 7 серпня 2010 року дебютував за «Ренн» у матчі проти «Лілля», замінивши Сільвена Марво. Свій перший м'яч у футболці французького клубу забив 15 грудня 2011 року в матчі Ліги Європи проти «Атлетіко» (Мадрид). Проте через конфлікт з тренером попросив відпустити його до іншого клубу, тому під час зимового трансферного вікна був виставлений на трансфер.

### Осер
31 січня 2012 року підписав контракт з «Осером». З 2012 року два сезони захищав кольори цього клубу. Граючи у складі «Осера» також здебільшого виходив на поле в основному складі команди.

### Кайсері Ерджієсспор
В 2013 році за суму від 1 000 000 до 4 000 000 € перейшов до клубу «Кайсері Ерджієсспор». Контракт з турецьким клубом було підписано на три роки, до 2016 року.

### Мец
31 серпня 2015 року підписав контракт з французьким «Мецом», термін — 2 роки. 22 вересня того ж року дебютував у складі свого нового клубу проти Гавра (1:1). Відтоді встиг відіграти за команду з Меца 45 матчів в національному чемпіонаті.

## Виступи за збірну
На міжнародному рівні дебютував за Камерун ще в 2007 році на молодіжному Кубку Африканських націй, який проходив у Конго. Стабільна ігрова практика в складі «Кайзерслаутерна» дозволила Манджеку увійти до складу Камеруну на Олімпійських іграх 2008 року. В своєму першому матчі на турнірі на груповій стадії проти Південної Кореї, в якому відзначився голом та приніс нічию для камерунців з рахунком 1:1. Вдруге в складі збірної зіграв у матчі 3-го туру групового етапу, який закінчився нульовою нічиєю проти Італії, в цьому матчі на 30-й хвилині він був видалений за удар по нозі Антоніо Ночеріно.
Завдяки впевненій грі в складі «Кайзерслаутерна» 2009 року був викликаний на офіційний матч до складу національної збірної Камеруну. 14 жовтня 2009 року дебютував за головну збірну Камеруну в матчі проти Анголи. Після цього став гравцем основної обойми камерунської збірної. В січні 2010 року виступав на Кубку африканських націй, зіграв 2 поєдинки: проти Тунісу та Єгипту. І, нарешті, наприкінці сезону був викликаний для участі в Чемпіонаті світу 2010 року, але не зміг зіграти жодного поєдинку на турнірі, оскільки захворів на малярію.
Наразі провів у формі головної команди країни 28 матчів.
У складі збірної був учасником чемпіонату світу 2010 року у ПАР, Кубка африканських націй 2010 року в Анголі, Кубка африканських націй 2015 року в Екваторіальній Гвінеї.

## Досягнення
Збірна Камеруну
- Чемпіон Африки: 2017

«Кайзерслаутерн»
- Друга Бундесліга
  - Чемпіон: 2010
- Володар Кубка Чехії (1):

«Спарта»: 2019-20

## Статистика виступів

### Статистика клубних виступів
| Сезон         | Клуб             | Нац.      | Чемпіонат        | Чемпіонат | Чемпіонат | Єврокубки | Єврокубки | Єврокубки | Збірна | Збірна | Збірна |
| Сезон         | Клуб             | Нац.      | Ліга             | Ігор      | Голів     | Турнір    | Ігор      | Голів     |        |        |        |
| ------------- | ---------------- | --------- | ---------------- | --------- | --------- | --------- | --------- | --------- | ------ | ------ | ------ |
| Сезон         | Клуб             | Нац.      | Ліга             | Ігор      | Голів     | Турнір    | Ігор      | Голів     | Ігор   | Голів  |        |
| '2006 - 2007' | «Каджі»          | Камерун   | МТН Еліте 1      | ?         | ?         | -         | -         | -         | -      | -      |        |
| '2007 - 2008' | «Штутгарт»       | Німеччина | Бундесліга       | 0         | 0         | -         | -         | -         | -      | -      |        |
| '2007 - 2008' | «Кайзерслаутерн» | Німеччина | Друга Бундесліга | 10        | 0         | -         | -         | -         | -      | -      |        |
| '2008 - 2009' | «Штутгарт»       | Німеччина | Бундесліга       | 3         | 0         | УЄФА      | 1         | 0         | -      | -      |        |
| '2009 - 2010' | «Кайзерслаутерн» | Німеччина | Друга Бундесліга | 31        | 0         | -         | -         | -         | -      | -      |        |
| '2010 - 2011' | «Ренн»           | Франція   | Ліга 1           | 22        | 0         | -         | -         | -         | -      | -      |        |
| '2011 - 2012' | «Ренн»           | Франція   | Ліга 1           | 12        | 0         | УЄФА      | 4         | 1         | -      | -      |        |
| '2011 - 2012' | «Осер»           | Франція   | Ліга 1           | 15        | 0         | -         | -         | -         | -      | -      |        |